# Varzelândia (kommun)
Varzelândia är en kommun i Brasilien.   Den ligger i delstaten Minas Gerais, i den sydöstra delen av landet, 400 km öster om huvudstaden Brasília. Antalet invånare är 19 126.
Följande samhällen finns i Varzelândia:
- Varzelândia

Omgivningarna runt Varzelândia är huvudsakligen savann. Runt Varzelândia är det ganska glesbefolkat, med 23 invånare per kvadratkilometer.